# Psaliodes bifurcata
Psaliodes bifurcata là một loài bướm đêm trong họ Geometridae.